# Solen pfeifferi
Solen pfeifferi is een tweekleppigensoort uit de familie van de Solenidae. De wetenschappelijke naam van de soort is voor het eerst geldig gepubliceerd in 1862 door Dunker.